# Cécile Vercouter
 (avril 2025).
Motif : Aucune notoriété de cette secrétaire.
- Archive Wikiwix
- Bing
- Cairn
- DuckDuckGo
- E. Universalis
- Gallica
- Google
- G. Books
- G. News
- G. Scholar
- Persée
- Qwant
- (zh) Baidu
- (ru) Yandex
- (wd) trouver des œuvres sur Wikidata

| 1. | Préciser le motif de la pose du bandeau. | Précisez le motif de la pose du bandeau en utilisant la syntaxe suivante : {{admissibilité à vérifier\|date=juillet 2025\|motif=remplacez ce texte par le motif}}                     |
| 2. | Informer les utilisateurs concernés.     | Pensez à avertir le créateur de l'article, par exemple, en insérant le code ci-dessous sur sa page de discussion : {{subst:avertissement admissibilité à vérifier\|Cécile Vercouter}} |

 (avril 2025).
Cécile Vercouter, née le 25 mai 1924 à Lille, est une secrétaire française.

## Biographie

### Enfance et formation
Elle est née le 25 mai 1924 à Lille.

### Carrière
Cécile Ryon devient déléguée septentrionales à siéger au comité central du Mouvement de libération ouvrière.

### Vie de famille
Le 5 juin 1948 à Lille, elle se marie avec Gilbert Ryon.